# Narcissus poeticus
Narcissus poeticus (tên tiếng Anh: poet's daffodil, poet's narcissus, nargis, pheasant's eye, findern flower, và pinkster lily) là một trong những loài thủy tiên đầu tiên được nuôi trồng. Nó thường được liên đới với thần thoại Narcissus Hy Lạp. Đây là loài điển hình của chi Narcissus. Hoa có mùi rất thơm, cánh hoa trắng muốt, bao hoa ngắn màu vàng nhạt với viền đỏ dễ thấy. Chúng phát triển đến chiều cao 20 đến 40 cm (7,9 đến 15,7 in), và rất phổ biến ở châu Âu và Bắc Mỹ.